# Tony Randall

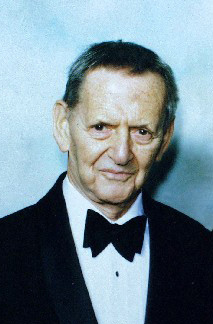
Tony Randall

Tony Randall, geboren als Arthur Leonard Rosenberg (* 26. Februar 1920 in Tulsa, Oklahoma; † 17. Mai 2004 in New York), war ein US-amerikanischer Film- und Fernsehschauspieler. Bekanntheit erlangte er ab den 1950er-Jahren durch oftmals komödiantische Filmauftritte, etwa in mehreren Liebeskomödien an der Seite von Doris Day, sowie in den 1970er-Jahren durch die Rolle des Felix Unger in der Sitcom Männerwirtschaft.

## Leben und Werk
Randall absolvierte die Playhouse-Schauspielschule in New York City und besuchte die Northwestern University in Evanston, Illinois, bei der er Rede und Drama belegte. Er trat in über 50 Filmen auf und spielte bereits in seinem ersten Kinofilm Sirene in Blond eine Hauptrolle. Später war er oft in komödiantischen Rollen zu sehen. Er spielte jeweils den besten Freund bzw. oft auch den ungeschickten Verehrer in Komödien, so an der Seite von Doris Day und Rock Hudson in den Liebeskomödien Bettgeflüster (1959), Ein Pyjama für zwei (1961) und Schick mir keine Blumen (1964). Einen ähnlichen Rollentyp verkörperte er auch als glückloser Verehrer Kim Novaks in Sexy! aus dem Jahr 1962. 1964 spielte er die Hauptrolle in der Komödie Mein Zimmer wird zum Harem, einer weiteren Verfilmung des Romans The Brass Bottle.
In seiner Rolle im Film Der mysteriöse Dr. Lao (7 Faces of Dr. Lao, 1964) spielte Randall sieben verschiedene Charaktere. Zu sehen war er ein einziges Mal als Hercule Poirot in Die Morde des Herrn ABC (The Alphabet Murders, 1965 – mit einem kurzen Gastauftritt von Margaret Rutherford als Miss Marple).
In Deutschland wurde er unter anderem durch die Rolle des Felix Unger in der US-Fernsehserie Männerwirtschaft (orig. The Odd Couple) bekannt, die vom ZDF ausgestrahlt wurde. „Gegenspieler“ war Jack Klugman (später bekannt als Dr. Quincy in der Fernsehserie Quincy) als Sportjournalist Oscar Madison. Die Serie wurde 1970 bis 1975 produziert und beruhte auf Neil Simons gleichnamigem Theaterstück, das zuvor bereits mit Jack Lemmon und Walter Matthau verfilmt worden war.
Später trat er als Richter Walter B. Franklin in der Tony-Randall-Show und als Werbegrafiker in Love, Sidney auf. 1998 wurde Randall ein Stern auf dem Walk of Fame in Hollywood gewidmet. Politisch engagierte er sich gegen die Apartheid und sammelte Geld für die AIDS-Hilfe.

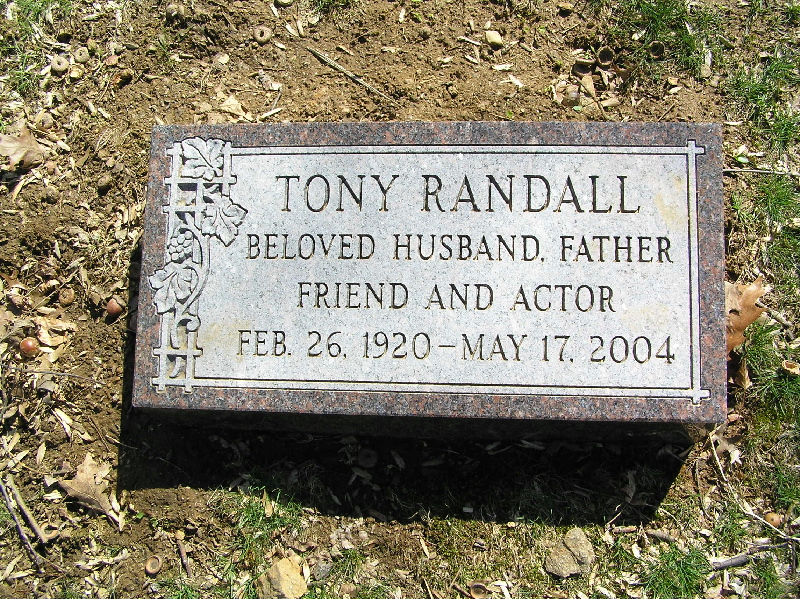
Randalls Grabstein, Westchester Hills Cemetery, nahe New York City

Randall war Gründer des National Actors Theatre in New York. Er hält den Rekord, mit 70 Besuchen der häufigste Gast in der Late Show des Moderators David Letterman gewesen zu sein. Er heiratete 1995 zum zweiten Mal, die fünfzig Jahre jüngere Heather Harlan, mit der er zwei Kinder hatte. Randall starb nach einer Herzoperation am 17. Mai 2004 in New York an einer Lungenentzündung.

## Buchveröffentlichungen
- 1989 veröffentlichte Randall seine Biographie Which Reminds Me, ein Erzählband mit Anekdoten aus seinem Leben.
- 2005 veröffentlichte Jack Klugman ein Buch über die langjährige Freundschaft mit seinem Kollegen Tony Randall: Tony And Me: A Story of Friendship. Klugman sagt darin über Randall, dass dieser der beste Freund gewesen sei, den er je gehabt habe. Er schrieb über ihre immer funktionierende Beziehung zueinander und darüber, wie gut Randall nach seiner Krebsoperation zu ihm gewesen war.

## Auszeichnungen
- 1998: Stern auf dem Hollywood Walk of Fame
- sieben Nominierungen für den Tony am Broadway
- 1975: Emmy für Männerwirtschaft (außerdem vier weitere Nominierungen für seine Darstellung in der Serie)
- 1982/1983: Nominierungen für den Golden Globe für die Serie Love, Sidney
- 1977: Nominierung für den Golden Globe für die Tony Randall Show
- 1960. Nominierung für den Golden Globe als Bester Nebendarsteller für den Film Bettgeflüster
- 1958: Nominierung für den Golden Globe als Bester Darsteller für den Film Sirene in Blond

## Filmografie (Auswahl)

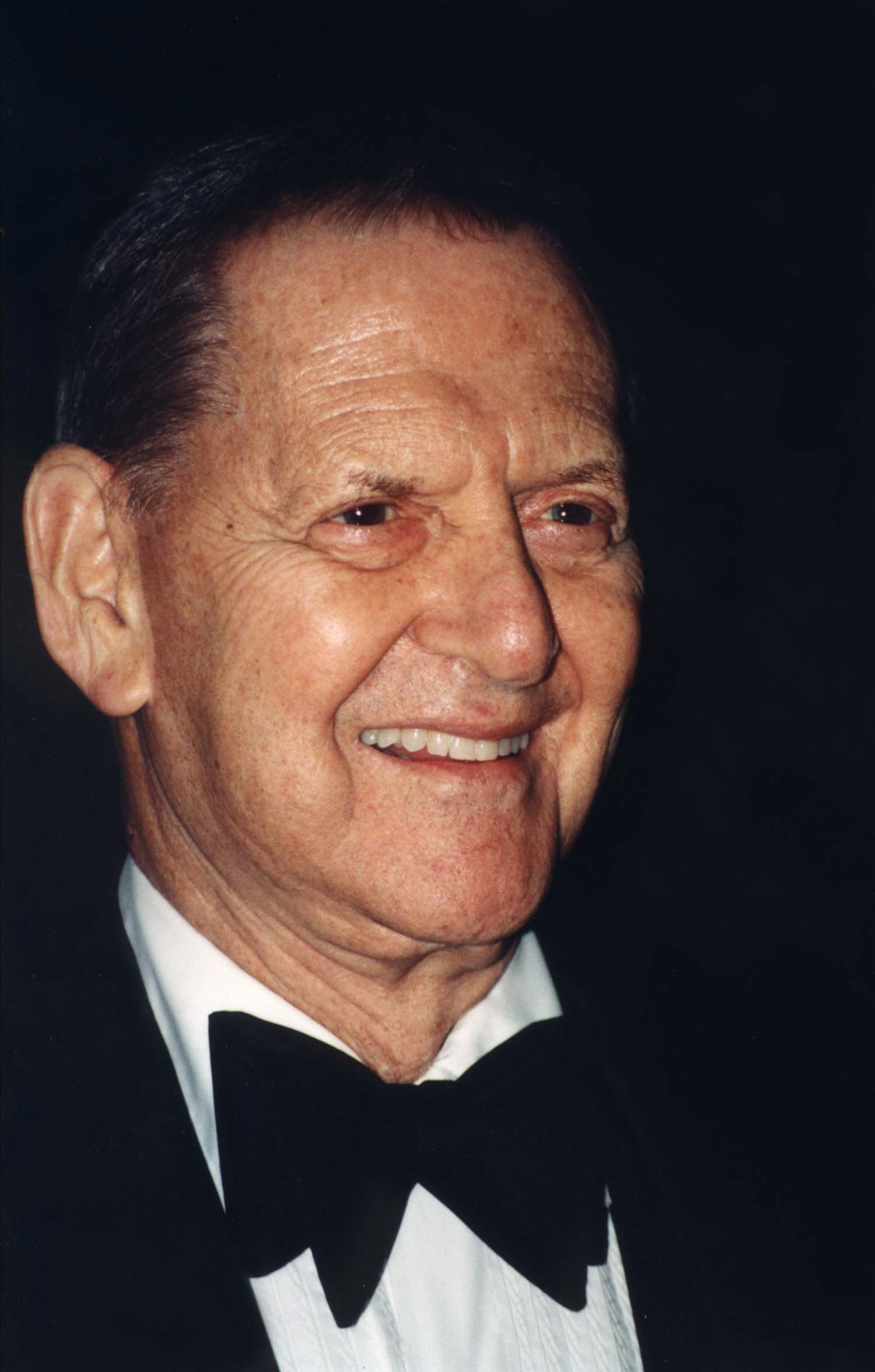
Tony Randall (2001)

### Kinofilme
- 1957: Oh, Men! Oh, Women!
- 1957: Sirene in Blond (Will Success Spoil Rock Hunter?)
- 1957: Fenster ohne Vorhang (No Down Payment)
- 1959: Engel unter Sündern (The Mating Game)
- 1959: Bettgeflüster (Pillow Talk)
- 1960: Abenteuer am Mississippi (The Adventures of Huckleberry Finn)
- 1960: Machen wir’s in Liebe (Let’s Make Love)
- 1961: Ein Pyjama für zwei (Lover Come Back)
- 1962: Sexy! (Boys’ Night Out)
- 1962: Zwei Wochen in einer anderen Stadt (Two Weeks in Another Town)
- 1964: Der mysteriöse Dr. Lao (7 Faces of Dr. Lao)
- 1964: Mein Zimmer wird zum Harem (The Brass Bottle)
- 1964: Sieben gegen Chicago (Robin and the 7 Hoods)
- 1964: Schick mir keine Blumen (Send Me No Flowers)
- 1965: Die Morde des Herrn ABC (The Alphabet Murders)
- 1966: Marrakesch (Our Man in Marrakesh)
- 1972: Was Sie schon immer über Sex wissen wollten, aber bisher nicht zu fragen wagten (Every Thing You Always Wanted to Know About Sex)
- 1979: Scavenger Hunt
- 1980: The Gong Show Movie
- 1980: Foolin Around – Total verrückt (Foolin’ Around)
- 1982: The King of Comedy
- 1990: Gremlins 2 – Die Rückkehr der kleinen Monster (Gremlins 2: The New Batch, Stimme)
- 1993: Crazy Instinct (Fatal Instinct)
- 1996: Der blaue Pfeil (La freccia azzurra)
- 2003: Down with Love – Zum Teufel mit der Liebe! (Down with Love)
- 2005: It’s About Time

### Fernsehen
- 1949–1955: The Philco Television Playhouse (3 Folgen)
- 1952–1955: Mister Peepers (50 Folgen)
- 1962: Alfred Hitchcock zeigt (The Alfred Hitchcock Hour, Folge 1x12)
- 1970–1975: Männerwirtschaft (The Odd Couple, 50 Folgen)
- 1974: Happy Days (Folge 2x08 Nicht mit meiner Schwester)
- 1976–1978: Die Tony Randall Show (The Tony Randall Show, 44 Folgen)
- 1978: In Texas ist der Teufel los (Kate Bliss and the Ticker Tape Kid, Fernsehfilm)
- 1980: Die Muppet Show (The Muppet Show, Folge 5x13)
- 1981–1983: Ein himmlisches Vergnügen (Love, Sidney, 44 Folgen)
- 1985: Wölfe jagen nie allein (Hitler’s SS: Portrait in Evil, Fernsehfilm)
- 1986: Verrückter Sonntag (Sunday Drive, Fernsehfilm)
- 1988: Frauchen ist das allerbeste (Save the Dog!, Fernsehfilm)
- 1989: Mord auf hoher See (The Man in the Brown Suit, Fernsehfilm)
- 1990: Saturday Night Live (Folge 16x08)